# Legend of the Forgotten Reign - Chapter III: The Way of the Light
Legend of the Forgotten Reign - Chapter III: The Way of the Light è il terzo album in studio del gruppo musicale power metal italiano Kaledon.

## Tracce
1. Inexorable Light
2. The Glory Starts
3. The Angel (Strumentale)
4. The Hidden Ways
5. In the Eyes of the Queen
6. Mighty Son of the Great Lord
7. Voltures in the Air
8. Lord of the Sand
9. Black Telepathy (Strumentale)
10. Come With Me
11. Break the Chant
12. The Sword on the Shoulder
13. The Way of the Light
14. Great Night in the Land

## Formazione
- Claudio Conti - voce
- Alex Mele - chitarra
- Tommy Nemesio - chitarra
- Daniele Fuligni - tastiere
- Paolo Lezziroli - basso
- Jörg Michael - batteria